# Joe Hill (forfatter)
 Der er flere personer med dette navn, se Joe Hill.
Joseph Hillstrom King (kendt som Joe Hill), (født 4. juni 1972 i Hermon) er en amerikansk fiktionsforfatter.
Joe Hill er det andet barn af forfatterne Stephen King og Tabitha King. Hans yngste bror Owen King er også forfatter.